# Ije mannareo gamnida
Ije mannareo gamnida (hangeul: 이제 만나러 갑니다, titolo internazionale Now On My Way to Meet You) è un programma televisivo sudcoreano in onda su Channel A dal 4 dicembre 2011. Produzione ibrida tra un talk show e un talent show, il programma vede la partecipazione di un gruppo di disertrici nordcoreane che raccontano le loro storie e si sfidano in una serie di prove, oltre ad esibirsi in sketch comici, canzoni e balletti.